# 海東村
海東村（かいとうむら）は、熊本県中部に位置していた村。
現在の熊本県宇城市の海東地区（小川町東海東、小川町西海東、小川町南海東、小川町北海東）にあたる。元寇を描いた蒙古襲来絵詞で有名な、鎌倉時代の御家人 竹崎季長の領地として知られる。
1958年（昭和33年）3月31日、小川町・益南村と合併し（新）小川町となったため自治体としては消滅した。2005年（平成17年）1月15日、さらに小川町は、宇土郡三角町・不知火町および下益城郡松橋町・豊野町と合併し現在の宇城市となった。

## 歴史
- 1889年（明治22年）4月1日 - 町村制実施に伴い、東海東村、西海東村、南海東村、北海東村が合併し発足。
- 1958年（昭和33年）3月31日 - 小川町、益南村と合併し、改めて小川町が発足。同日海東村廃止。

## 教育
- 海東保育園[1]
- 海東小学校
- 海東中学校 - 1970年（昭和45年）益南中学校と統合、1972年（昭和47年）小川中学校発足

## 神社・仏閣
- 海東阿蘇神社 - 西海東1294

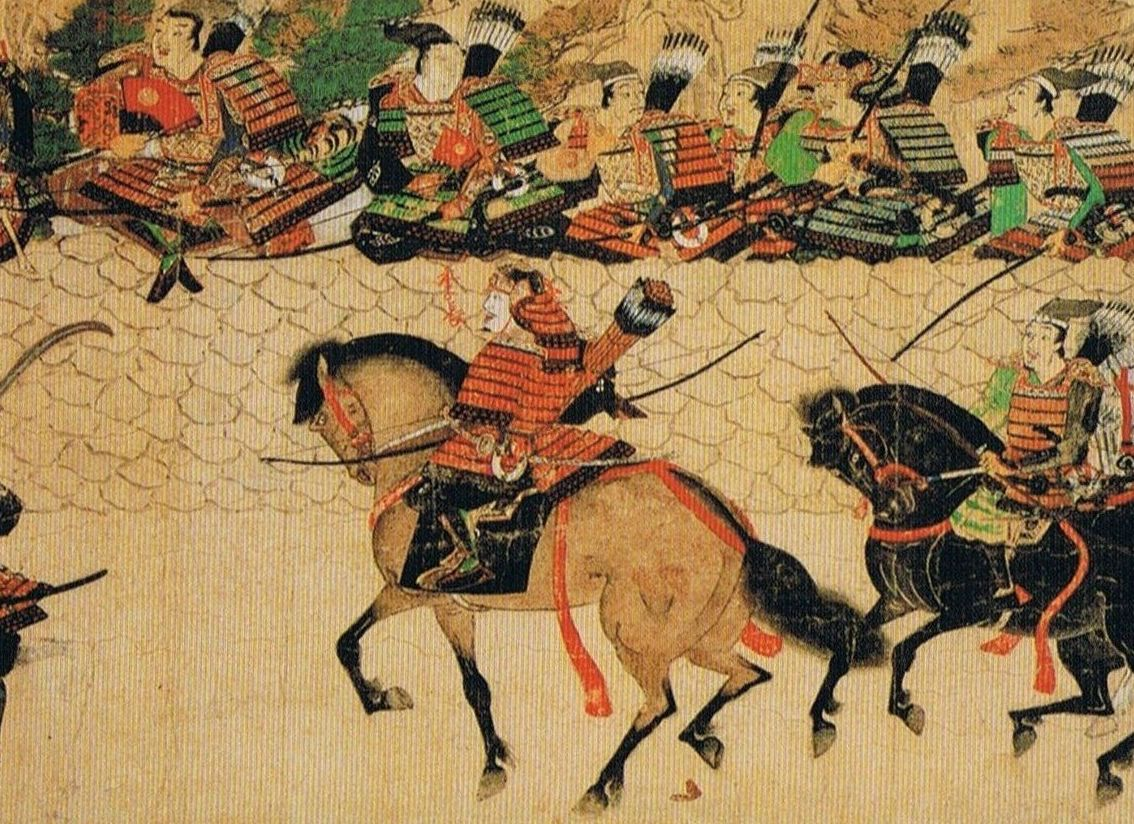
『蒙古襲来絵詞』より 竹崎季長

- 塔福寺 - 竹崎季長の菩提寺。蒙古襲来絵詞。東海東45
- 正覚寺 - 藤岡覚音。西海東1681
- 弘福寺 - 西海東1704
- 舞鴫文殊堂 - 西の太宰府。東海東3077

## 名所・旧跡・文化財
- 竹崎季長の墓（北海東 平原公園）
- 小園横穴古墳群[2]
- 塔の瀬石橋[3]
- 木立山阿弥陀来迎碑[4]
- 筒田越十三仏石碑[5]
- 峠の岩清水[6]
- 篠原重之（武将木村重成の弟）の墓（南海東筒田）
- 孝女「せき」の墓（東海東石神）
- 藤井一瓠翁の碑（北海東平原）
- 虎御前の墓（北海東白岩、海東村の口碑・傳説・虎御前）
- 追分道標（海東小学校旧正門入口附近）
  - 文政年間頃の道標であり「堂のまへ右はかめ山左手の　山辺のみちを釈迦院としれ」などと記されている[7]。

## 海東村の口碑・傳説

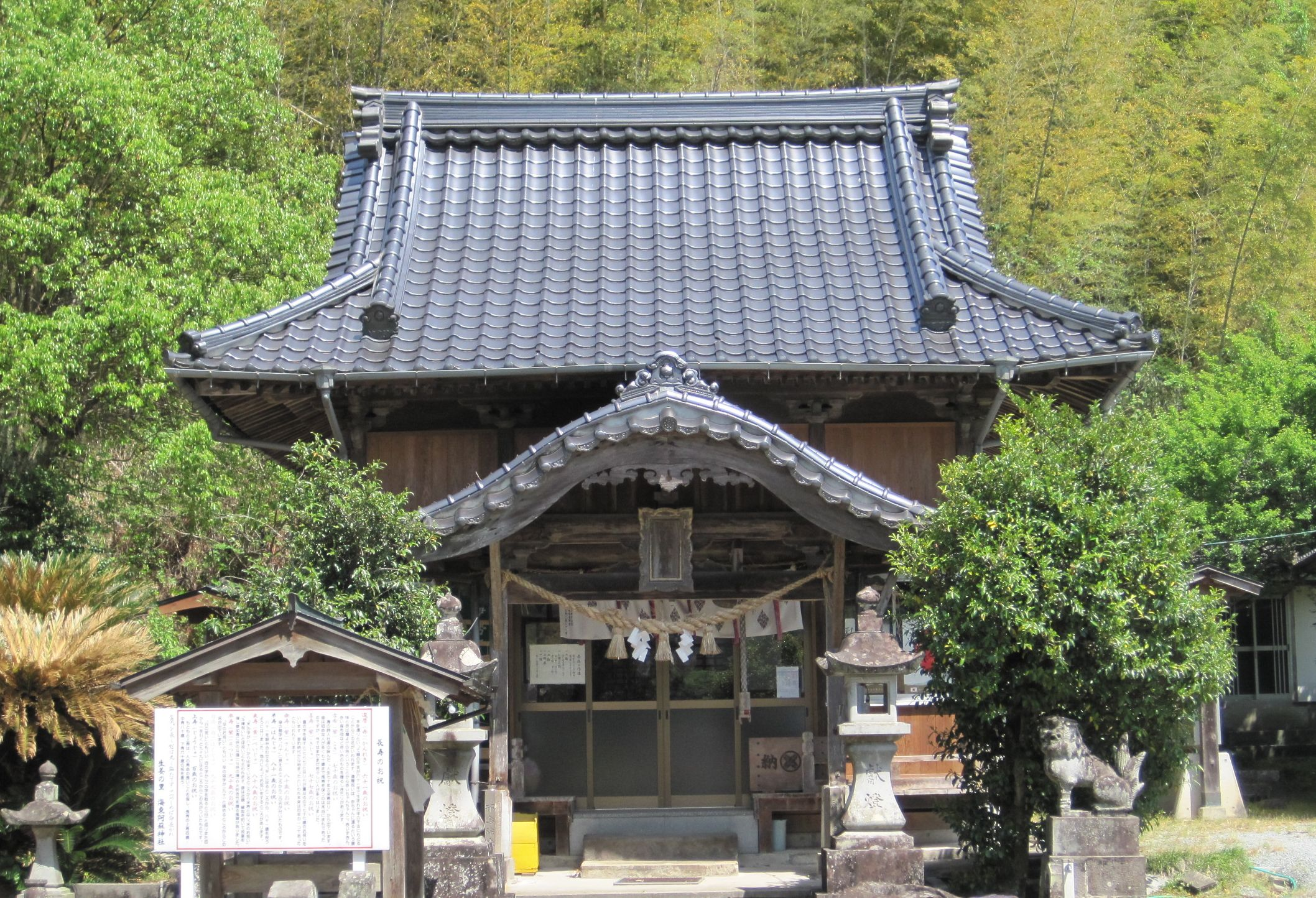
海東阿蘇神社

海東村の口碑・傳説（かいとうむらのこうひ・でんせつ）とは、海東村に、古くからのこる言い伝え、伝説類である。

## 俳句
- てらばるにかかる雲なし村の秋
- 紅梅や経蔵古き正覚寺
- 冬枯れや石垣多き峽の村

## 出身・関係著名人
- 源為朝（鎮西八郎）1139 - 1170 伝説が残る。海東村の口碑・傳説（城）
- 竹崎季長 1246 - 鎌倉時代の御家人
- 白石通泰 - 鎌倉時代の御家人
- 篠原重之 - 1693 武将木村重成の弟
- 藤岡覚音 1830 - 1907 正覚寺第13世住職
- 藤井一瓠 1843 - 1923 教育家
- 高野忠太 1870 - 1927 教育家
- 富永末喜 1883 - 1935 陸軍大佐
- 広田哲堂 1884 - 1958 神職
- 稗方弘毅 1887 - 1973 元秋田県知事
- 伊豆富人 1888 - 1978 元衆議院議員、熊本日日新聞社長。父親が海東村出身
- 西澤喜義 1888 - 1979 元海東村長
- 医者の和田兄弟 南海東出身の4人揃って医学博士
- 石橋初雄 1903 - ブラジル農園主
- 高野忠男 1906 - 1987 元兵庫県副知事、姫路市助役
- 水本光任 1914 - 1991 サンパウロ新聞社長
- 中村公力 1922 - 元熊本県議会副議長
- 守田格 1930 - 元小川町長
- 松永信雄 1931 - 元小川町長
- 守田憲史 1959 - 現宇城市長